# غريفيسفالد
غريفيسفالد (بالألمانية: Greifswald، تُنطق [ˈɡʁaɪfsvalt])، هي رابع أكبر مدينة في ولاية مكلنبورغ-فوربومرن الألمانية بعد روستوك، شفيرين، ونويبراندنبورغ. في عام 2021، تجاوزت غريفيسفالد مدينة سترالسوند لأول مرة وأصبحت أكبر مدينة في الجزء البوميراني من الولاية. تقع المدينة على نهر ريك عند مصبه في خليج دانماركي فرعي يُسمى ويك، وهو جزء من خليج غريفيسفالد الفرعي، والذي بدوره جزء من خليج بوميرانيا [الإنجليزية] في بحر البلطيق.
تُعد غريفيسفالد مقر مقاطعة بوميرانيا الغربية-غريفيسفالد، وتقع تقريبًا في منتصف المسافة بين أكبر جزيرتين بوميرانيتين، روجيا (رُوغِن) وأوزيدوم. أقرب المدن الكبرى إليها هي سترالسوند، روستوك، شتشيتسين، وشفيرين. تقع المدينة غرب نهر زارو، وهو الحد الثقافي واللغوي التاريخي بين بوميرانيا الغربية (غرب النهر) وبوميرانيا الوسطى (شرق النهر). يعود اسم المدينة إلى دوقات بوميرانيا، أسرة جريفين [الإنجليزية]، وبالتالي إلى الجريفين البوميراني، ويعني اسم المدينة "غابة الجريفين".
تأسست جامعة غريفيسفالد عام 1456، وهي ثاني أقدم جامعة في منطقة بحر البلطيق بعد جامعة روستوك. تشتهر المدينة بأطلال دير إلدينا (كان يُعرف سابقًا باسم دير هيلدا)، وهو موضوع متكرر في لوحات الفنان كاسبار ديفيد فريدريش، الذي وُلد في المدينة عندما كانت جزءًا من بوميرانيا السويدية [الإنجليزية]. كما تضم المدينة متحف بوميرانيا الإقليمي. يحمي حاجز ريك الذي بُني حديثًا المدينة من المد والجزر العاليين والعواصف القادمة من بحر البلطيق.
بلغ عدد سكان المدينة 59,332 نسمة في عام 2021، ويشمل ذلك حوالي 12,500 طالب و5,000 موظف في جامعة غريفيسفالد. تحظى المدينة باهتمام دولي بفضل الجامعة، ووادي بيوكون المحيط بها، وأنبوب الغاز نورد ستريم 1 الذي ينتهي في لوبمين القريبة، ومشاريع الاندماج النووي وندلشتاين 7-إكس.

## توأمة
لغرايفسفالد اتفاقيات توأمة مع كل من:
- أوسنابروك (18 فبراير 1988 - )
- كوتكا (1959 - )[1]
- هامار
- شتشين
- جولنيوف [الإنجليزية]‏
- Lund Municipality [الإنجليزية]‏ [2]
- نيوبورت نيوز

## أعلام
- كريستيان فريدريش هورنشوش
- كوزجارتن
- توني كروس
- لودويغ غوتهارد كوزجارتن
- رينولد ويلهلم بوتشولز